# Beskæftigelsesminister
Beskæftigelsesminister, Arbejdsminister eller Arbejdsmarkedsminister er den minister i et lands regering, der som regel har ansvar for arbejdsmarkedspolitik, arbejdsret og arbejdsmiljø.

## Beskæftigelsesminister i Danmark
I Danmarks regering har beskæftigelsesminister været en regeringspost siden 1942, indtil 2001 med titlen arbejdsminister.